# Chloor-36
Chloor-36 of 36Cl is een radioactieve isotoop van chloor. Van de isotoop komen op Aarde sporen voor: de relatieve aanwezigheid wordt geschat op 7 × 10−13%.
Chloor-36 wordt in de atmosfeer gevormd uit argon-36, onder invloed van kosmische straling. Door bovengrondse kernproeven in de jaren 1952-1958 kwamen grote hoeveelheden chloor-36 vrij in de atmosfeer.

## Radioactief verval
Chloor-36 bezit een halveringstijd van 301.000 jaar. Het vervalt door 98,1% tot de pseudostabiele isotoop argon-36 (theoretisch gezien kan deze verder vervallen tot de stabiele isotoop zwavel-36):
{\displaystyle {\ce {{^{36}_{17}Cl}->{^{36}_{18}Ar}+{e^{-}}+{\bar {\nu }}_{e}}}}
De vervalenergie bedraagt 709,682 keV. De rest van de isotopen vervalt tot zwavel-36:
{\displaystyle {\ce {{^{36}_{17}Cl}->{^{36}_{16}S}+{e^{+}}+{\nu }_{e}}}}
De vervalenergie hiervan bedraagt 120,017 keV.

## Toepassingen
Door de lange halfwaardetijd is chloor-36 uitermate geschikt bij de datering van grondwaterlagen en andere geologische en hydrologische verschijnselen (tussen 60.000 en 1 miljoen jaar oud).
28Cl · 29Cl · 30Cl · 31Cl · 32Cl · 33Cl · 34Cl · 34mCl · 35Cl · 36Cl · 37Cl · 38Cl · 38mCl · 39Cl · 40Cl · 41Cl · 42Cl · 43Cl · 44Cl · 45Cl · 46Cl · 47Cl · 48Cl · 49Cl · 50Cl · 51Cl